# David Rudisha
David Lekuta Rudisha (* 17. Dezember 1988 in Kilgoris, Rift Valley) ist ein ehemaliger kenianischer Mittelstreckenläufer, der sich auf den 800-Meter-Lauf spezialisiert hat. Auf dieser Strecke wurde er jeweils zweifacher Olympiasieger und Weltmeister und ist seit August 2010 Inhaber des Weltrekords, den er bis August 2012 nochmals zweimal verbessern konnte.

## Karriere
International trat Rudisha zum ersten Mal bei den Juniorenweltmeisterschaften 2006 in Peking in Erscheinung, als er den Titel im 800-Meter-Lauf gewann. Diesen Triumph wiederholte er ein Jahr später bei den Juniorenafrikameisterschaften. 2007 etablierte er sich mit Siegen beim Weltklasse Zürich und beim Memorial Van Damme eindrucksvoll auch im Erwachsenenbereich.
Bei den Afrikameisterschaften 2008 in Addis Abeba siegte Rudisha in 1:44,20 min erneut und stellte dabei einen neuen Meisterschaftsrekord auf. Dagegen verpasste er bei den Weltmeisterschaften 2009 in Berlin den Finaleinzug knapp. Kurze Zeit später, am 6. September 2009, lief er beim Leichtathletik-Meeting in Rieti die 800 Meter in 1:42,01 min. Damit brach er den 25 Jahre alten Afrikarekord seines Landsmanns Sammy Koskei und setzte sich an den vierten Platz der ewigen Weltbestenliste. In der darauffolgenden Woche gewann er den 800-Meter-Lauf beim Weltfinale in Thessaloniki.
Am 10. Juli 2010 lief Rudisha in Heusden-Zolder mit 1:41,51 min eine neue persönliche Bestleistung über die 800 Meter. Damit unterbot er als vierter Läufer in der Geschichte nach Wilson Kipketer, Sebastian Coe und Joaquim Cruz die 1:42-Minuten-Marke und setzte sich hinter Kipketer an Position zwei der ewigen Weltbestenliste. Knapp drei Wochen später verteidigte Rudisha bei den Afrikameisterschaften in Nairobi seinen Titel im 800-Meter-Lauf erfolgreich und verbesserte seinen eigenen Meisterschaftsrekord um über eine Sekunde auf 1:42,84 min. Am 22. August 2010 lief Rudisha einen neuen Weltrekord beim ISTAF in Berlin. Mit einer Zeit von 1:41,09 min verbesserte er den alten Weltrekord von Wilson Kipketer, der fast 13 Jahre Bestand hatte, um 2 Hundertstelsekunden. Nur eine Woche später steigerte Rudisha die Marke in Rieti auf 1:41,01 min.
Bei den Weltmeisterschaften 2011 im südkoreanischen Daegu siegte er über seine Paradestrecke in 1:43,91 min vor dem Hallenweltmeister Abubaker Kaki aus dem Sudan und dem früheren Olympiasieger Juri Borsakowski aus Russland. Im folgenden Jahr gewann Rudisha bei den Olympischen Spielen 2012 in London in neuer Weltrekordzeit von 1:40,91 min die Goldmedaille. Die Weltmeisterschaften 2013 musste er wegen einer Knieverletzung absagen.
Ende Mai 2014 bestritt Rudisha beim Prefontaine Classic in Eugene sein erstes Rennen nach fast einjähriger Verletzungspause und belegte nur den siebten Platz. Anfang Juli stellte er bei seinem Sieg beim Glasgow Grand Prix mit einer Zeit von 1:43,34 min zwischenzeitlich die Weltjahresbestleistung ein. Zwei Wochen später verlor er diese beim Herculis in Monaco an Nijel Amos aus Botswana, der das Rennen in 1:42,45 min gewann, während Rudisha in 1:42,98 min Fünfter wurde. Bei den Commonwealth Games in Glasgow holte er die Silbermedaille, musste sich aber bereits zum dritten Mal in der Saison Amos geschlagen geben.
Sein erster großer Titelgewinn nach der Verletzungspause war der Sieg in 1:45,84 min bei den Weltmeisterschaften 2015 in Peking vor dem Europameister von 2014, Adam Kszczot aus Polen, und dem Weltjahresbesten Amel Tuka aus Bosnien.
An den Olympischen Spielen 2016 in Rio de Janeiro gewann er erneut die Goldmedaille im 800-Meter-Lauf.

## Sonstiges
David Rudisha ist der erste Olympiasieger aus der Volksgruppe der Massai. Das ist insofern bemerkenswert, als die allermeisten erfolgreichen kenianischen Athleten der Ethnie der Kalendjin entstammen.
David Rudishas Vater Daniel Rudisha gewann bei den Olympischen Spielen 1968 die Silbermedaille mit der kenianischen 4-mal-400-Meter-Staffel.
Ab 2007 trainierte Rudisha in den Sommermonaten im baden-württembergischen Tübingen. Im Jahr 2014 zog er es jedoch vor, seine europäischen Wettkämpfe von England aus zu bestreiten.

## Bestleistungen
- 400 m: 45,15 s, 3. Mai 2013, Nairobi
- 500 m: 57,69 s, 10. September 2016, Newcastle
- 600 m: 1:13,10 min, 5. Juni 2016, Birmingham
- 800 m: 1:40,91 min, 9. August 2012, London
- 1000 m:  2:19,43 min, 28. Juni 2017, Ostrava

## Weltrekorde
500 m
| Zeit (s) | Datum      | Veranstaltung         | Ort       | Land                   |
| -------- | ---------- | --------------------- | --------- | ---------------------- |
| 57,69    | 10.09.2016 | Great North CityGames | Newcastle | Vereinigtes Königreich |

800 m
| Zeit (min) | Datum      | Veranstaltung                         | Ort    | Land                   |
| ---------- | ---------- | ------------------------------------- | ------ | ---------------------- |
| 1:41,09    | 22.08.2010 | Internationales Stadionfest Berlin    | Berlin | Deutschland            |
| 1:41,01    | 29.08.2010 | Meeting Internazionale Città di Rieti | Rieti  | Italien                |
| 1:40,91    | 09.08.2012 | Olympische Spiele                     | London | Vereinigtes Königreich |